# Atrocalopteryx atrocyana
Atrocalopteryx atrocyana е вид водно конче от семейство Calopterygidae. Видът е почти застрашен от изчезване.

## Разпространение
Разпространен е във Виетнам и Китай (Гуандун и Гуейджоу).

## Описание
Популацията на вида е намаляваща.